# Спорт в Литве
Спорт в Литве — один из элементов литовской культуры. Спортом занимаются профессионально и любительски; любительский спорт тесно связан с понятием физкультуры. 
По данным Кафедры физической культуры и спорта, футбол стал самым популярным видом спорта в Литве; «национальным видом спорта» считается баскетбол.

## Литва на Олимпийских играх

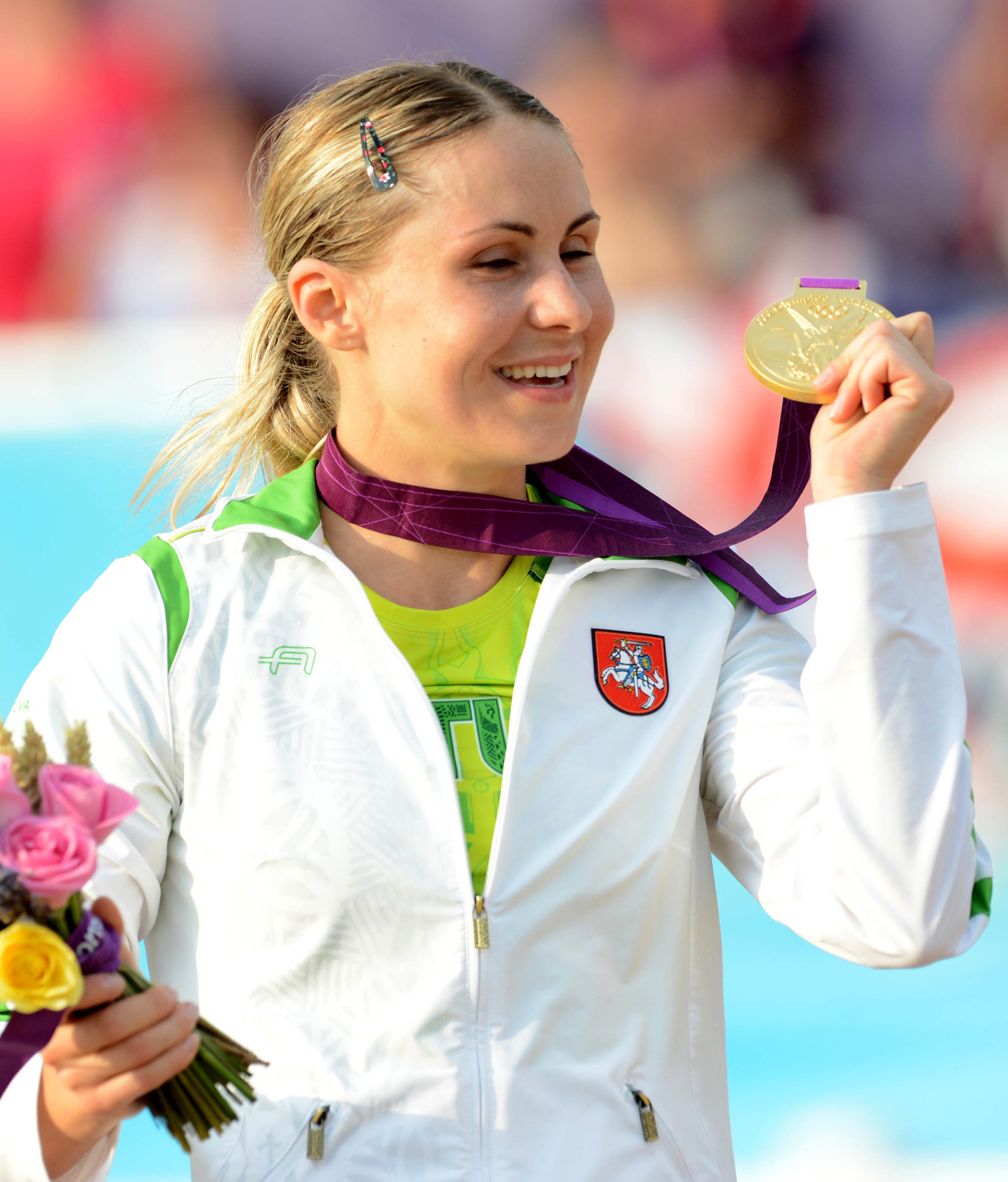
Лаура Асадаускайте, чемпионка Олимпийских игр 2012 года.

На Олимпийских играх Литва, как независимое государство участвовала 17 раз.
Олимпийский комитет Литвы был создан в 1924 году и тогда же сборная этой страны приняла участие в VIII летних Олимпийских играх в Париже на соревнованиях по велоспорту и футболу. Велосипедисты Исакас Аноликас и Йозас Вилпишаускас приняли участие в отдельных гонках на время более чем 188 км трассы. Из-за механических неисправностей велосипедов оба спортсмена не финишировали в гонке.
Из-за нехватки средств, времени и общей организации футбольная команда была собрана в последнюю минуту. У футболистов не было официальных выездных документов для поездки в Париж, профессиональной формы, тренировок и практики. Литовцы также проиграли 0:9 в матче с мужской сборной Швейцарии по футболу.
В 1928 году литовские спортсмены участвовали в летних и зимних играх. Представитель фигурного катания Кестутис Булота стал первым участником зимних Олимпийских игр. Между тем, на Летних Олимпийских играх в том же году за Литву играли 12 спортсменов в 4 видах спорта.
В 1990 году после восстановления независимости Литва участвует во всех зимних и летних Олимпийских играх.

## Баскетбол в Литве

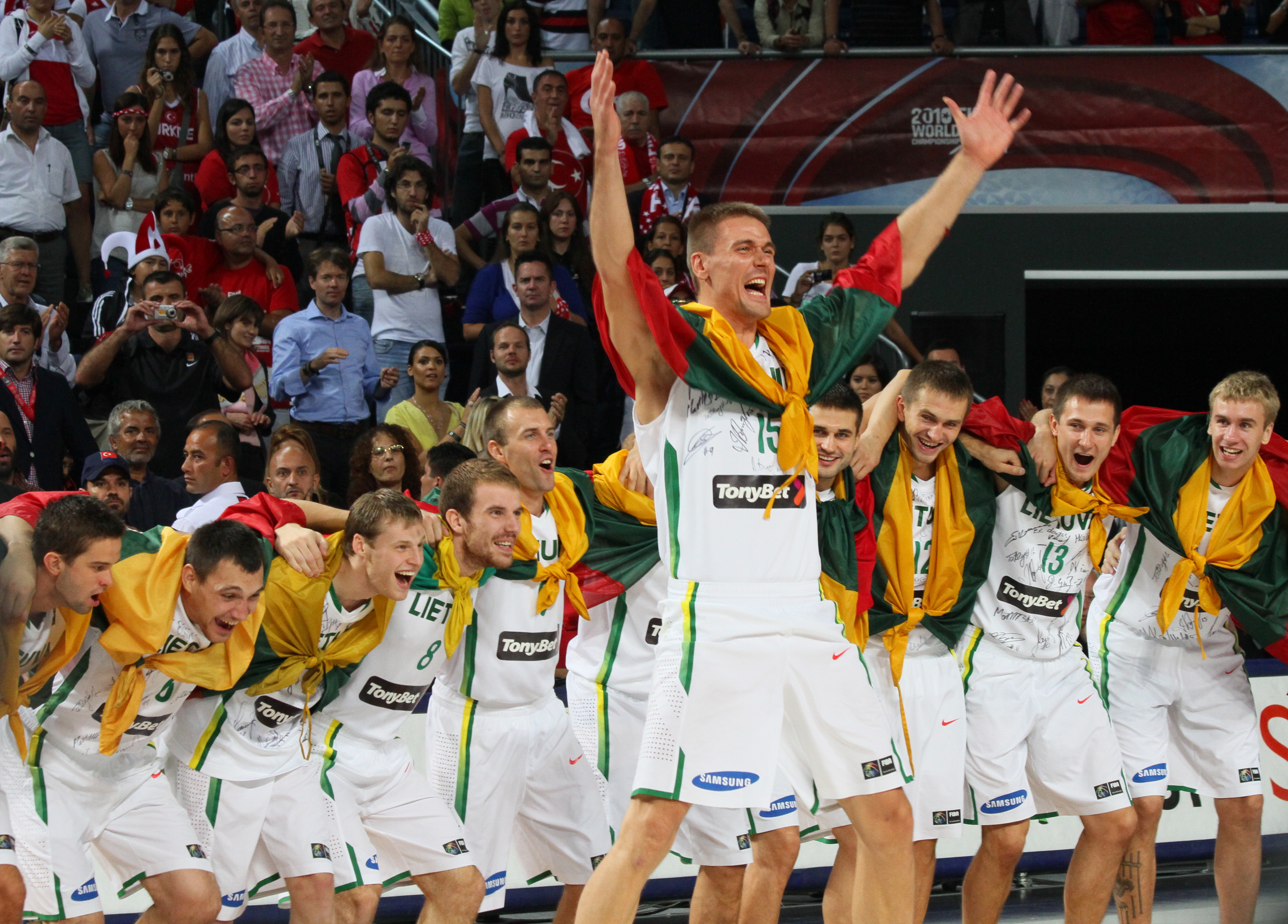
Мужская сборная Литвы по баскетболу завоевала бронзовые медали на чемпионате мира 2010 года в Турции

Мужская сборная Литвы по баскетболу является одной из сильнейших в Европе. Трижды подряд литовцы становились бронзовыми призёрами Олимпийских игр (1992, 1996, 2000).
В 1935 и 1937 годах литовцы выиграли чемпионаты Европы в Риге и Каунасе, не проиграв ни одного матча на этих турнирах. В 1995 году после обретения независимости литовцы стали вторыми на чемпионате Европы, а спустя 8 лет выиграли золото (6 побед в 6 матчах). Призёрами Евробаскета сборная Литвы также становилась в 2007, 2013 и 2015 годах. На чемпионатах мира единственную медаль литовцы выиграли в 2010 году в Турции, когда стали третьими.
Успехи женской сборной скромнее: в 1938 году литовки стали вторыми на чемпионате Европы, в 1997 году в Венгрии достаточно неожиданно выиграли золото. Женская сборная трижды участвовала в чемпионатах мира по баскетболу, дважды заняв 6-е место.
Высшая баскетбольная лига страны — ЛБЛ — основана в 1993 году. Единственными победителями пока являются каунасский «Жальгирис» (19) и вильнюсский «Ритас» (5).  
Прочие баскетбольные лиги страны по уровню — Национальная баскетбольная лига, Региональная баскетбольная лига и Литовская студенческая баскетбольная лига.

## Футбол в Литве

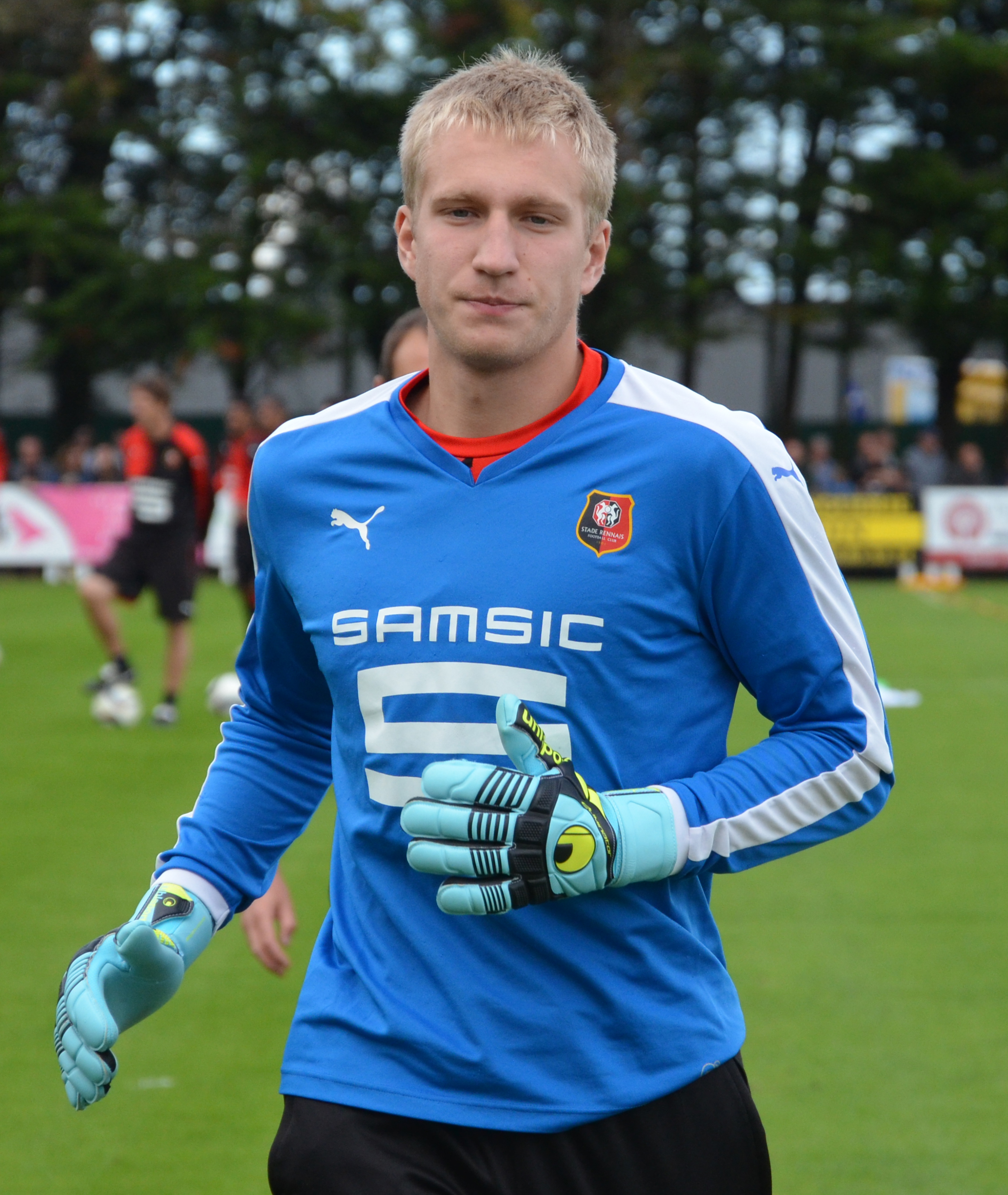
Эдвинас Гертмонас

Высшая мужская футбольная лига — А Лига , основанная в 1991 году, а с 2004 года она называется Лигой А НФКА.
Исполнительным учреждением футбола страны является Федерация футбола Литвы (ФФЛ, LFF).
В 1922 г. в Литве, как и в Польше, начались чемпионаты по футболу. Тогда, в столичном пригородном районе Пиромонтас, на месте будущего стадиона «Жальгирис» была площадка и скамейки для зрителей. Примерно в 1933—1935 гг. горожане сделали насыпи, и на восточной трибуне поставили скамейки. А центральная трибуна выглядела так же, как и современная. 23 июля 1953 г. на построенном стадионе «Жальгирис» (до того похожий стадион, назывался "Молодежный стадион", был в Вильнюсе возле здания будущего Сейма) прошли первые соревнования. Играл вильнюсский «Спартак» и «Дзержинец» Челябинск, вильнюсцы одержал историческую победу 10:2.
Примерно в 1955 году в Вильнюсе начали появляться футбольные общества. Стадион отдали «Спартаку». Но общества были довольно слабыми, поэтому в 1962 г. было решено объединить «Спартак» и «Жальгирис», так появилась современная команда «Жальгирис».

## Хоккей с шайбой в Литве

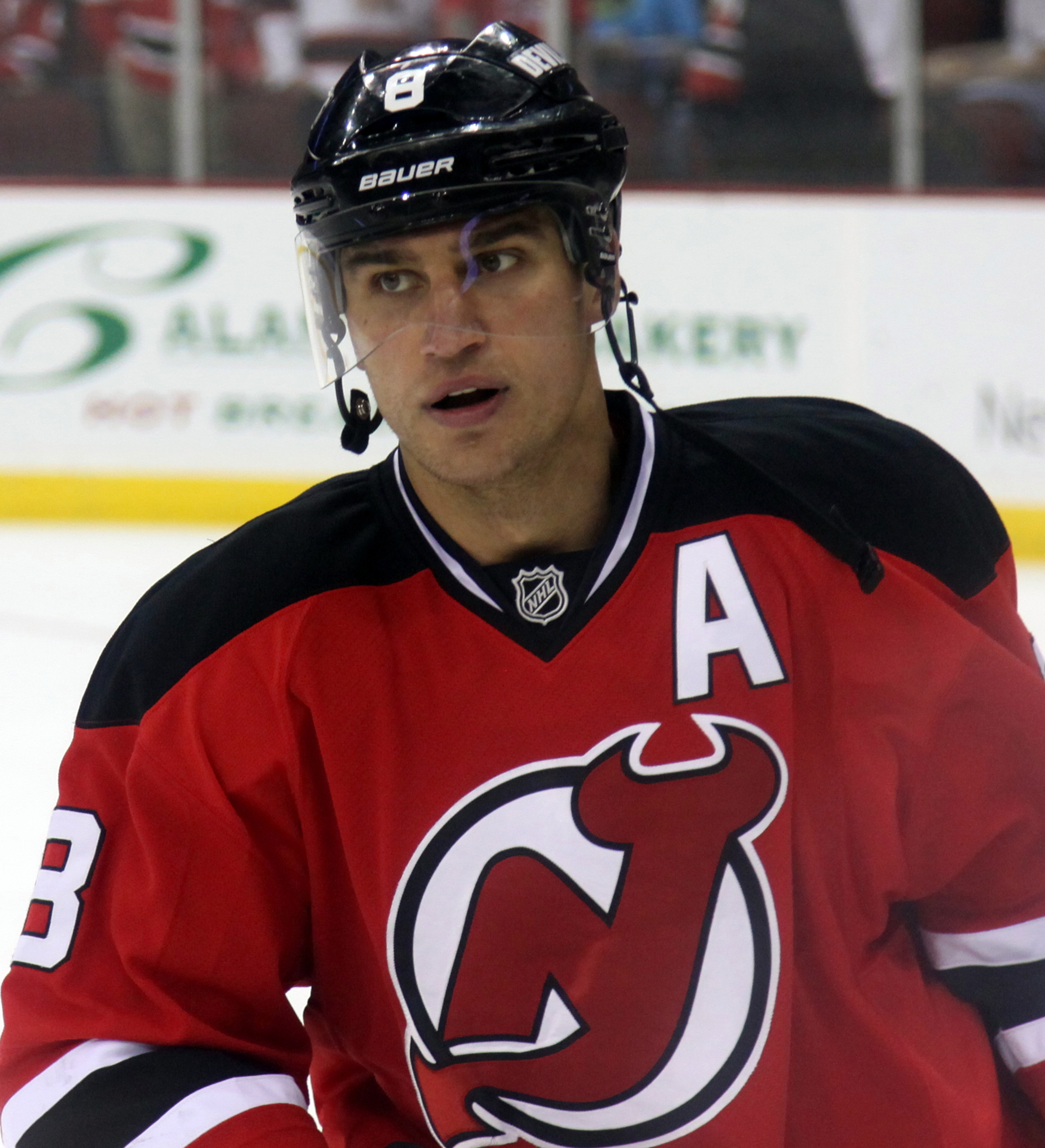
Дайнюс Зубрус

Город Электренай известен прежде всего благодаря хоккею, в котором долгое время это был единственный ледовый дворец в стране. Здесь родились лучшие хоккеисты страны Дарюс Каспарайтис и Дайнюс Зубрус.

## Лёгкая атлетика в Литве
Легкоатлеты завоевали три из шести золотых медалей Литвы на Олимпийских играх. Это сделали метатели диска Ромас Убартас (1992) и Виргилиюс Алекна (2000 и 2004). Алекна является единственным двукратным олимпийским чемпионом в истории независимой Литвы. Также можно отметить Аустру Скуйите, которая выиграла две олимпийские медали в семиборье.